# Шторц, Ботонд
Бо́тонд Шторц (венг. Storcz Botond, родился 30 января 1975 года) — венгерский гребец, специалист в гребле на байдарках, трёхкратный олимпийский чемпион, многократный чемпион мира и Европы. Выступал за гребной клуб Гонвед (Будапешт).
Бо́тонд Шторц родился 30 января 1975 года в Будапеште. Спортивную карьеру начал в 1997 году.
Наибольшего успеха в карьере спортсмен добился на Олимпийских играх в Сиднее 2000 года. Там он принял участие в двух дисциплинах — байдарка-двойка, 500 м и байдарка-четвёрка, 1000 м, и на обеих дистанциях стал олимпийским чемпионом. В двойке его партнёром был Золтан Каммерер, а в четвёрке — Золтан Каммерер, Акош Верецкеи и Габор Хорват.
На следующей Олимпиаде в Афинах в 2004 году, венгерская четвёрка в том же составе отстояла титул олимпийского чемпиона. Однако на пятисотметровке в двойке Камерреру и Шторцу отстоять титул не удалось, в финале они были только пятыми.
На чемпионатах мира Шторц завоевал 11 наград — 4 золотых, 5 серебряных и две бронзовых. После выигрыша трёх золотых медалей на чемпионате мира 1997 года Шторц был признан спортсменом года в Венгрии.